# Shazam! (film)
¡Shazam! este un film american din 2019 cu supereroi bazat pe personajele DC Comics cu același nume. Este a șaptea tranșă din universul extins al DC Comics (DCEU). 
Filmul este regizat de David F. Sandberg dintr-un scenariu a lui Henry Gayden și o poveste a lui Gayden și Darren Lemke, și îl prezintă pe Asher Angel ca Billy Batson, un adolescent care poate fi transformat prin cuvântul magic „Shazam” într-un super-erou adult, jucat de Zachary Levi. În Shazam! mai joacă Mark Strong, Jack Dylan Grazer, Grace Fulton, Ian Chen, Jovan Armand, Faithe Herman și Djimon Hounsou. Este prima versiune de film a personajului.

## Distribuție
- Asher Angel și Zachary Levi este William "Billy" Batson / Shazam, respectiv
- Mark Strong este Dr. Thaddeus Sivana
- Jack Dylan Grazer este Frederick "Freddy" Freeman
- Djimon Hounsou este Shazam
- Faithe Herman este Darla Dudley
- Grace Fulton este Mary Bromfield
- Ian Chen este Eugene Choi

Jovan Armand este Pedro Peña
- Marta Milans este Rosa Vasquez
- Cooper Andrews este Victor Vasquez